# غنو غو
غنو غو هو برنامج برمجي حر من قبل مؤسسة البرمجيات الحرة التي تقوم بتشغيل غو. وشفرته المصدرية قابلة للحمل إلى حد بعيد، ويمكن تجميعها بسهولة من أجل نظام لينكس وغيره من النظم الشبيهة بنظام يونكس، ومايكروسوفت ويندوز وماكيوس؛ توجد منافذ لمنصات أخرى.
يقوم البرنامج بتشغيل غو ضد المستخدم ، بقوة حوالي 5 إلى 7 كيو على لوحة 9 × 9.  يتم دعم أحجام متعددة للوحات، من 5 × 5 إلى 19 × 19.

## القوة
على هذا المستوى من الأداء، كان غنو غو بين ستة وسبعة أحجار أضعف من البرامج التجارية العليا على الأجهزة الجيدة اعتبارا من أوائل عام 2009، ولكن يمكن مقارنتها في القوة بأقوى البرامج التي لا تستخدم طرق مونت كارلو. كان أداءها جيداً في العديد من بطولات غو للكمبيوتر. على سبيل المثال، حصل على الميدالية الذهبية في أولمبياد الحاسوب لعامي 2003 و 2006  والمركز الثاني في تحدي جيفو لعام 2006.

## البروتوكولات
على الرغم من أن ASCII، يدعم غنو غو اثنين من البروتوكولات بروتوكول مودم جو وبروتوكول نص غو التي يمكن من خلالها واجهة المستخدم الرسومية أن تتفاعل معها لإعطاء عرض رسومي. العديد من هذه الواجهات موجودة. كما تسمح GTP بالتشغيل عبر الإنترنت على خوادم غو (من خلال استخدام برامج الجسر)، ويمكن العثور على نسخ تعمل على NNGS، KGS، وربما غيرها.

## الإصدارات
الإصدار الحالي (الثابت) من غنو غو هو 3.8. أحدث إطلاق تجريبي كان 3.9.1. هناك أيضا ميزة تجريبية لاستخدام أساليب مونت كارلو للعب اللوح 9× 9.
نسخة تسمى غنو غو كفي ، استنادا إلى غنو غو 2.6 ، متاح لنظام التشغيل Windows CE (كمبيوتر كفي). إصدارات على محرك 1.2 أضعف بكثير موجودة أيضا لجيم بوي أدفانس وبالم بايلوت.